# Młodzieżowe Mistrzostwa Polski Par Klubowych na Żużlu 2006
Młodzieżowe Mistrzostwa Polski Par Klubowych (MMPPK) na żużlu to coroczny cykl turniejów mających wyłonić najlepszą młodzieżową parę klubową w Polsce (do lat 21). Para składa się z dwóch zawodników oraz jednego rezerwowego. W mistrzostwach mogą startować jedynie obywatele polscy.
Do rozgrywek w sezonie 2006 zgłosiło się 20 par (dwie drużyny ostatecznie nie wystartowały w półfinałach). 17 drużyn walczy w trzech półfinałach (w dwóch wystartowało 6 par, w jednym 5 par). Z każdego półfinału awans do finału uzyskały dwie najlepsze pary. W finale, czekała już Unia Tarnów - która była organizatorem finału. W myśl tradycji organizatorem finału MMPPK jest młodzieżowy drużynowy wicemistrz Polski z poprzedniego sezonu.
Zawody odbywały się według tabeli biegowej w zależności od ilości par (6 lub 7).

## Półfinały

### Poznań
Poznań – 27 lipca 2006 (18:00)
- Sędzia: Józef Komakowski (Bydgoszcz)
- NCD: 69,18 – Dawid Stachyra w 5 biegu
- Widzów: 500

W zawodach miała wystąpić drużyna GKS Gwardia-Wybrzeże Gdańsk, lecz klub nie występuje w rozgrywkach - zastąpiła ją drużyna TŻ Sipma Lublin.
| Miejsce | Para/Zawodnicy                                                  | Biegi                                 | Razem   |
| 1       | Marma Polskie Folie Rzeszów                                     | Marma Polskie Folie Rzeszów           | 21      |
| 1       | (9) Dawid Stachyra (10) Paweł Miesiąc (17) Marcin Leś           | (3,2,3,1,3) (2,3,w,2,2) ns            | 12 9 ns |
| 2       | RKM Rybnik                                                      | RKM Rybnik                            | 18      |
| 2       | (7) Patryk Pawlaszczyk (8) Wojciech Duchniak (16) Michał Mitko  | (3,3,3,3,d) (1,1,1,2,1) ns            | 12 6 ns |
| 3       | ZKŻ Kronopol Zielona Góra                                       | ZKŻ Kronopol Zielona Góra             | 16      |
| 3       | (1) Grzegorz Zengota (2) Adam Kulczyński (13) Alan Marcinkowski | (3,2,2,3,3) (w,-,-,-,-) (0,3,0,d)     | 13 0 3  |
| 4       | PSŻ Milton-Team Poznań                                          | PSŻ Milton-Team Poznań                | 13      |
| 4       | (11) Daniel Pytel (12) Maciej Piaszczyński (18) Rafał Krygiel   | (w,-,-,-,-) (w,3,2,2,2) (2,0,1,1)     | 0 9 4   |
| 5       | Unia Leszno                                                     | Unia Leszno                           | 12      |
| 5       | (3) Adam Kajoch (4) Damian Baliński jr. (14) Sławomir Musielak  | (2,1,2,1,3) (u/-,-,-,-,-) (1,0,1,0,1) | 9 0 3   |
| 6       | TŻ Sipma Lublin                                                 | TŻ Sipma Lublin                       | 9       |
| 6       | (5) Rafał Klimek (6) Karol Polak (15) brak zawodnika            | (2,1,1,3,2) (0,0,0,0,0) -             | 9 0 -   |

### Ostrów
Ostrów Wielkopolski – 27 lipca 2006 (17:30)
- Sędzia: Krzysztof Wożniak (Wrocław)
- Widzów: ok. 200
- NCD: 66,41 sek - Karol Ząbik w 7. biegu

W zawodach miała wystartować drużyna TŻ Sipma Lublin, jednak została przeniesiona do półfinału w Poznaniu.
Na zawody nie przybyła drużyna KSŻ Krosno. Ostatecznie wystąpiło jedynie pięć par. Rozegrano 10 biegów.
| Miejsce | Para/Zawodnicy                                                       | Biegi                             | Razem   |
| 1       | Adriana Toruń                                                        | Adriana Toruń                     | 17      |
| 1       | (3) Karol Ząbik (4) Adrian Miedziński (12) Tomasz Wiśniewski         | (3,2,3,d) (2,3,1,3) -             | 8 9 ns  |
| 2       | KM Intar Lazur Ostrów                                                | KM Intar Lazur Ostrów             | 16      |
| 2       | (9) Marcin Liberski (10) Sebastian Brucheiser (15) Roger Lewandowski | (2,2,2,1) (3,1,3,2) -             | 7 9 ns  |
| 3       | CKM Złomrex Włókniarz Częstochowa                                    | CKM Złomrex Włókniarz Częstochowa | 15      |
| 3       | (7) Mateusz Szczepaniak (8) Damian Romańczuk (14) Marcin Piekarski   | (3,3,2,3) (2,0,0,2) -             | 11 4 ns |
| 4       | Orzeł Łódź                                                           | Orzeł Łódź                        | 7       |
| 4       | (7) Bartosz Kwiatkowski (8) Marcin Kozdraś (18) Rafał Świerczek      | (1,1,3,1) (0,-,1,0) (0)           | 6 1 0   |
| 5       | Kolejarz Opole                                                       | Kolejarz Opole                    | 5       |
| 5       | (1) Tomasz Schmidt (2) Łukasz Kasperek (11) Michał Ciura             | (1,-,2,0) (0,0,-,1) (1,0)         | 3 1     |

### Gniezno
Gniezno – 27 lipca 2006 (18:00)
- Sędzia: Piotra Nowak (Toruń)
- Widzów: 548 sprzedanych programów
- NCD: 66,46 sek - Krzysztof Buczkowski w 5. biegu

| Miejsce | Para/Zawodnicy                                                            | Biegi                       | Razem  |
| 1       | Budlex Polonia Bydgoszcz                                                  | Budlex Polonia Bydgoszcz    | 24     |
| 1       | (9) Marcin Jędrzejewski (10) Krzysztof Buczkowski (17) Michał Łopaczewski | (2,2,2,1,-) (3,3,3,3,2) (3) | 7 14 3 |
| 2       | Atlas Wrocław                                                             | Atlas Wrocław               | 19     |
| 2       | (1) Ronnie Jamroży (2) Filip Sitera (13)                                  | (3,1,3,2,3) (2,2,2,0,1) -   | 12 7 - |
| 3       | Stal Gorzów                                                               | Stal Gorzów                 | 17     |
| 3       | (7) Andrzej Głuchy (8) Adrian Szewczykowski (16) Mateusz Mikorski         | (3,3,1,2,0) (1,0,3,3,1) -   | 9 8 ns |
| 4       | Kolejarz Rawicz                                                           | Kolejarz Rawicz             | 12     |
| 4       | (5) Adrian Płuska (6) Marcel Kajzer (15)                                  | (0,1,0,3,3) (2,0,1,1,1) -   | 7 5 -  |
| 5       | GTŻ Grudziądz                                                             | GTŻ Grudziądz               | 10     |
| 5       | (3) Marcin Mazur (4) Artur Mroczka (14)                                   | (1,3,w,-,-) (w,2,1,1,2) -   | 4 6 -  |
| 6       | Fular Gniezno                                                             | Fular Gniezno               | 7      |
| 6       | (11) Adrian Gomólski (12) Tobias Busch (18)                               | (1,w,-,-,-) (d,d,2,2,2) -   | 1 6 -  |

## Finał
Tarnów – 29 września 2006 (17:00)
- Sędzia: Artur Kuśmierz
- Widzów: ok. 1000
- NCD: Paweł Miesiąc – bieg 6 – 70,69

| Miejsce | Para/Zawodnicy                                                     | Biegi                                      | Razem       |
| 1       | Marma Polskie Folie Rzeszów                                        | Marma Polskie Folie Rzeszów                | 25          |
| 1       | (7) Dawid Stachyra (8) Paweł Miesiąc (18) Marcin Leś               | (1,0,2*,3,1*,2*) (3,3,3,2*,2,3) ns         | 9+3 16+1 ns |
| 2       | Budlex Polonia Bydgoszcz                                           | Budlex Polonia Bydgoszcz                   | 24          |
| 2       | (5) Krzysztof Buczkowski (6) Marcin Jędrzejewski (17)              | (2,2*,1*,3,3,3) (0,3,2,2*,2*,1) -          | 14+2 10+2 - |
| 3       | Atlas Wrocław                                                      | Atlas Wrocław                              | 21          |
| 3       | (9) Filip Sitera (10) Nicolai Klindt (19)                          | (2*,2,2,2*,1,2) (3,1*,d,3,3,d) -           | 11+2 10+1 - |
| 4       | Unia Tarnów                                                        | Unia Tarnów                                | 20          |
| 4       | (1) Mateusz Trytko (2) Kamil Zieliński (15) Maciej Ciesielski      | (-,-,-,-,-,-) (1,3,3,3,2,0) (3,2*,0,d,0,3) | ns 12 8+1   |
| 5       | RKM Rybnik                                                         | RKM Rybnik                                 | 16          |
| 5       | (13) Patryk Pawlaszczyk (14) Wojciech Druchniak (21) Michał Mitko  | (1,3,u/w,1,1,2) (0,-,3,u/w,0,3) (2*)       | 8 6 2+1     |
| 6       | Adriana Toruń                                                      | Adriana Toruń                              | 10          |
| 6       | (11) Tomasz Wiśniewski (12) Damian Stachowiak (20) Adam Wiśniewski | (0,0,-,0,-,1) (1,1,2,1,3,-) (1,0,0)        | 1 8 1       |
| 7       | Intar Lazur Ostrów Wlkp.                                           | Intar Lazur Ostrów Wlkp.                   | 9           |
| 7       | (3) Roger Lewandowski (4) Sebastian Brucheiser (16) Karol Sroka    | (u/w,0,0,0,1*,0) (2,1,1,1,2,1) ns          | 1+1 8 ns    |